# Aleksandra Pavlovič
Aleksandra Pavlovič, slovenska pianistka, korepetitorka in profesorica glasbe, * 1978, Postojna

## Izobrazba
Osnovno glasbeno izobrazbo je pridobila najprej v Glasbeni šoli Postojna, kasneje v Slovenski Glasbeni matici v Trstu. Ob gimnaziji v Postojni je glasbeno izobrazbo na srednješolskem nivoju pridobila pri pianistu Sijavušu Gadžijevu.
Leta 1997 se je preselila v Rusijo, kjer je študirala klavir na Državnem konservatoriju P. I. Čajkovski v Moskvi. Diplomirala je leta 2002 in še istega leta kot najuspešnejša tuja študentka vpisala podiplomski študij.

## Poznejše življenje
Po študiju se je Aleksandra vrnila v Slovenijo. Kar nekaj let je poučevala klavir na glasbeni šoli v Novi Gorici, zadnja leta pa uči na Glasbenem ateljeju Tartini v Ljubljani.
Na področju glasbe se redno izobražuje, pa tudi sama pripravlja predavanja in sodeluje z drugimi slovenskimi glasbeniki. Prislužila si je tudi naziv specialistke klavirja. Redno nastopa na solističnih recitalih, uveljavila pa se je tudi kot korepetitorka. Poleg glasbe se ukvarja še s pisanjem in prevajanjem.
Med študijem v Rusiji je Aleksandra spoznala moža, s katerim sedaj živi v Ljubljani in imata tri otroke.